# Steven Pressley
Steven Pressley, né le 11 octobre 1973 (Elgin, Écosse) est un footballeur international écossais reconverti entraîneur. Il a disputé dix-sept saisons toutes en Scottish Premier League, hormis une escapade d'un an en Championnat d'Angleterre, à Coventry.

## Biographie
Défenseur central international écossais, il est l'ancien capitaine du Heart of Midlothian FC, le club protestant d'Édimbourg dans lequel il est resté huit saisons. Il en a été exclu en novembre 2006 par le propriétaire du club, Vladimir Romanov, après avoir critiqué la gestion du club par celui-ci — utilisant le terme de « désordre significatif » — lors d'une conférence de presse, où il fut soutenu par Craig Gordon et Paul Hartley. À noter qu'il a été formé aux Rangers FC, club avec lequel il a déjà remporté le championnat. Steven Pressley est le troisième joueur de l'histoire à gagner le championnat d'Écosse avec les deux clubs de Glasgow. Il devient aussi le premier joueur à gagner la coupe d'Écosse avec trois clubs différents à savoir les Rangers, les Hearts et le Celtic. Pressley décide, en juin 2009, de prendre sa retraite après un passage à Falkirk.

## Carrière en club
- 1990–1994 : Glasgow Rangers
- 1994–1995 : Coventry City
- 1995–1998 : Dundee United
- 1998–2006 : Heart of Midlothian
- janv. 2007–2008 : Celtic Glasgow
- sept. 2008–déc. 2008: Randers FC
- janv. 2009–2009 : Falkirk FC

## Équipe nationale
Steven Pressley joue en équipe d'Écosse entre 2000 et 2006. Il compte 32 sélections. En février 2008, il est nommé au poste d'entraineur adjoint de l'équipe nationale.